# Kaliumbifluoride
Kaliumbifluoride (KHF2) is een anorganische verbinding van kalium met het bifluoride-anion. Het wordt gebruikt om glas te etsen.

## Synthese
Kaliumbifluoride wordt gesynthetiseerd uit een reactie van waterstoffluoride en kaliumhydroxide of kaliumcarbonaat:
{\displaystyle {\ce {2HF + KOH -> KHF2 + H2O}}}
{\displaystyle {\ce {4HF + K2CO3 -> 2KHF2 + H2O + CO2}}}

## Reacties
In 1886 werd voor het eerst het element fluor geïsoleerd door Henri Moissan door middel van een elektrolyse van kaliumbifluoride.
Wanneer kaliumbifluoride wordt verhit, treedt ontleding op tot kaliumfluoride en waterstoffluoride:
{\displaystyle {\ce {KHF2 ->[\Delta T] KF + HF (^)}}}

## Toxicologie en veiligheid
Kaliumbifluoride is een zeer corrosieve en toxische stof. Bij contact met de huid veroorzaakt de stof roodheid, jeuk, irritatie en brandwonden. Contact met de ogen kan leiden tot oogschade of blindheid. Inhalatie van stofdeeltjes veroorzaakt irritatie aan de luchtwegen, met als gevolgen branderigheid en hevig nies- en hoestbuien. Intense of langdurige blootstelling kan leiden tot bewusteloosheid of de dood.